# Olga Cyganová
Olga Cyganová (* 1. července 1980 Varšava, Polsko) je bývalá polská sportovní šermířka, která se specializovala na šerm kordem. Polsko reprezentovala v devadesátých letech a v prvním desetiletí jednadvacátého století. V roce 2000 obsadila druhé místo na mistrovství Evropy v soutěži jednotlivkyň. S polským družstvem kordistek vybojovala druhé místo na mistrovství Evropy v roce 2005.